# 눈싸움 (던지기)

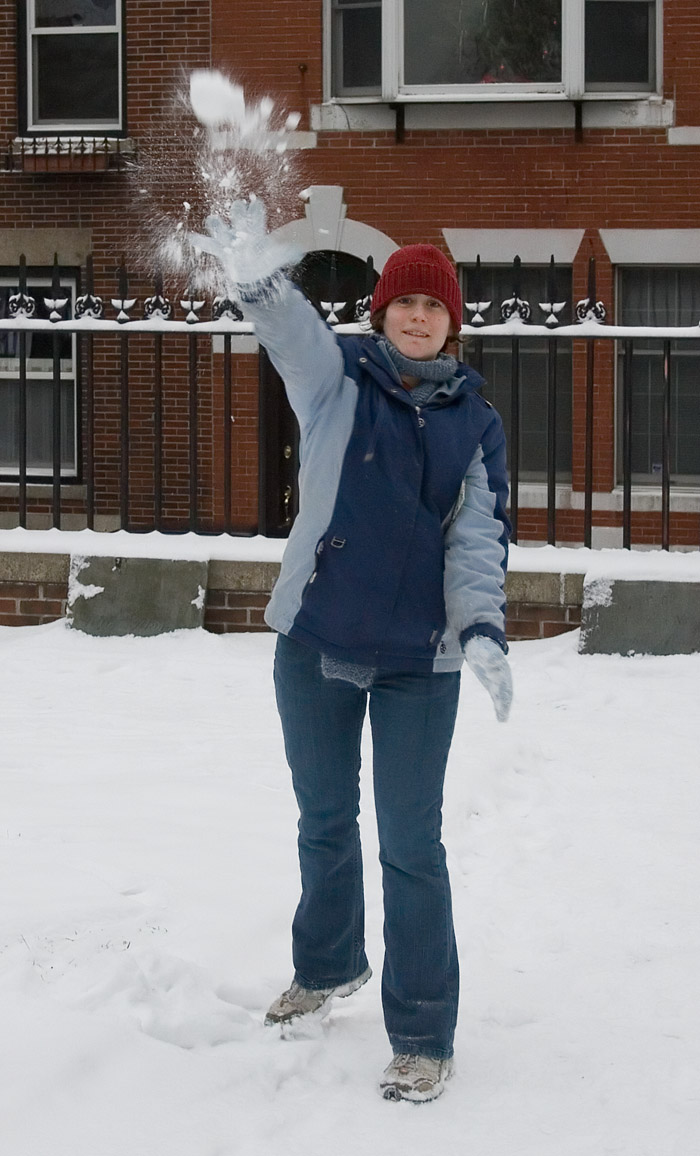
눈을 던지는 아이

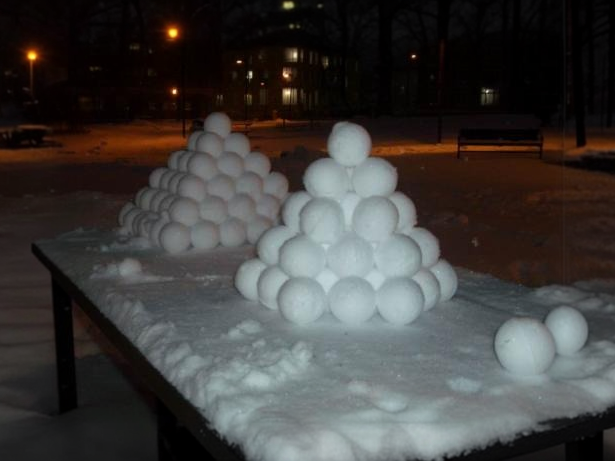
눈 뭉치

눈싸움은 눈덩이를 다져 주먹만한 공을 만들어 이를 상대방에게 던져 맞히는 놀이이다. 보통 여럿일 때는 편을 짜서 놀이를 하는 경우가 많다. 주로 어린이들이 많이 즐긴다.

## 눈싸움에 관한 기록
- 2006년 2월 10일 미국 미시간 공과대학 학생 3,745 명이 눈싸움 최다인원 세계기록을 수립했다.[1]
- 1863년 1월 29일 남북전쟁 당시 래퍼해녹 계곡에서 수백의 텍사스 출신 병사들이 아칸소 출신 병사들에게 친선 눈싸움을 걸었다가 점점 커져 북버지니아군 병사 9,000명이 참여하는 대규모 눈싸움이 되었다고 한다.[2]

## 눈싸움 대회
눈싸움 대회는 노르웨이, 핀란드를 중심으로 유럽선수권대회가 수 년 동안 개최해오고 있고, 일본에서는 지난 1988년 유키갓센(일본어: 雪合戦)이라는 이름의 국제연맹대회가 채택된 후 해마다 30여 개국이 참가하는 국제적인 행사로 확대되었다. 다음은 유키갓센의 경기 방식과 규칙이다.
경기 방식
감독 1명과 선수 7명, 후보 2명 등을 한 팀으로 하는 눈싸움대회는 길이 40, 폭 10ｍ 크기의 직사각형 경기장에서 1게임당 90개의 눈뭉치로 정해진 시간 안에 상대팀의 깃발을 빼앗거나 상대팀 전원을 전사시켰을 경우 승리하는 방식을 채택하고 있다. 또 3분 3게임 3판 양승제를 적용한다.
경기 규칙
눈뭉치는 굴리거나 손으로 전해주는 것만 가능하다. 옷에 잔뜩 넣는 것은 반칙이다.

## 같이 보기
- 눈싸움 (영화)